# Federação Mato-grossense de Basketball
A Federação Mato-grossense de Basketball (FMTB) é uma entidade do basquetebol de Mato Grosso. É filiada a Confederação Brasileira de Basketball.